# Fèlix Millet i Maristany
Fèlix Millet i Maristany   (Barcelona, 29 de desembre de 1903 - Barcelona, 23 de febrer de 1967) fou un financer, mecenes i promotor cultural català.

## Biografia
Era fill de l'industrial cotoner Joan Millet i Pagès i d'Antònia Maristany i Colomé. Nebot del cofundador de l'Orfeó Català Lluís Millet. Treballà sempre al sector de les assegurances. El 1932 fou president de la Federació de Joves Cristians i director del diari democratacristià El Matí. Quan esclatà la guerra civil espanyola, veient amenaçada la seva vida, va fugir de Catalunya. Marxà a Burgos i col·laborà amb el bàndol feixista.
El 1943 va fundar la Benèfica Minerva, que es dedicava clandestinament al mecenatge col·lectiu, i en la qual hi col·laborà l'advocat Pere Puig i Quintana, que llavors era la mà dreta de Millet.
El 1947 Millet fou secretari de la Comissió Abat Oliba i president del consell d'administració del Banco Popular Español (fins a 1957) i de la Compañía Hispanoamericana de Seguros y Reaseguros SA. Com accionista i president del Banco Popular, va fer desaparèixer la mentalitat comerciant i botiguera de l'entitat, lligada a la menestralia madrilenya, per convertir-lo en un banc modern. Durant l'època de Millet el Banc passà de 200 milions a 5.000 milions de pessetes i arribà a ser vuitè banc d'Espanya, per la importància dels seus dipòsits. A principis de 1957 la família Millet vengué la majoria de les accions del Banc i Fèlix Millet passà a ser President Honorari.
El 1951 fou elegit president de l'Orfeó Català, des d'on impulsà l'Obra del Ballet Popular. L'any 1961 va ser uns dels fundadors i el primer president d'Òmnium Cultural.
Fou pare de Fèlix Millet i Tusell, fundador de la Fundació Orfeó Català i Palau de la Música Catalana el 1990 i president fins a ser-ne destituït el 2009 acusat de corrupció, de Joan Millet i Tusell, conseller de Banca Catalana, i de Xavier Millet i Tusell, candidat de Convergència i Unió a l'alcaldia de Barcelona el 1979.